# Alex van den Broek
Alex van den Broek (Zundert, 20 april 1972) is een Nederlands motorcrosser. Hij is elfvoudig Nederlands kampioen trial en werd in 2015 Nederlands kampioen enduro. Ook op Europees en wereld niveau is hij een bekende naam en hij reed in 2009 onder andere de prestigieuze Le Dakar uit. In 2013 reed hij de Redbull Hare Scamble Erzbergrodeo uit. Een van de meest gevreesde en moeilijkste extreme enduro wedstrijden. Van de 500 startende deelnemers, haalden slechts 14 de finish, waarvan Alex op nummer 9 binnenkwam.

## Carrière
Zijn eerste titel behaalde Van den Broek op zesjarige leeftijd. Sindsdien werd zes keer trial-jeugdkampioen: 1978, 1979, 1980, 1983, 1985 en 1989.
In 1989 boekte hij ook zijn eerste buitenlandse succes; Bij een meerdaagse trial wedstrijd in La Creuse in Frankrijk pakte hij de eerste plaats. Datzelfde moment begon hij ook te klimmen op de nationale ranglijst, met als bekroning zijn eerste nationale titel in 1996. Dit was de eerste van in totaal elf nationale trial titels: 1996, 1997, 1998, 1999, 2000, 2001, 2002, 2003, 2014, 2016 en 2017.
Ook in het buitenland bleef het goed gaan. In 1993 werd hij twintigste op het Europees Kampioenschap trial en in 1997 nam hij deel aan het Wereldkampioenschap, waar hij de eenentwintigste plek veroverde. Een van zijn beste trial resultaten in het buitenland behaalde hij in 2000, waar hij twintigste op werd The Scottish Six Days Trial; De een na beste prestatie van een Nederlander ooit in deze loodzware wedstrijd.
Terwijl hij in 2002 zijn zevende nationale trial titel binnenhaalde, deed hij ook voor het eerst mee aan het Open Nederlands Kampioenschap enduro. Ondanks dat hij niet alle wedstrijden reed, werd hij hier zevende in het klassement.
In 2003 veroverde hij zijn achtste nationale trial titel en reed hij voor het eerst mee in een wedstrijd om het Europees kampioenschap enduro, waar hij met twee achtste plekken en één negende plek zijn eerste punten op Europees niveau veroverde.
De jacht op een negende nationale titel trial moest hij halverwege het seizoen 2004 vroegtijdig staken vanwege een zware knieblessure. Ook in 2005 en 2006 nam hij nog deel aan het kampioenschap, maar reed hij slechts enkele wedstrijden, omdat hij de nadruk meer begon te leggen op enduro wedstrijden, in zowel het binnen- als het buitenland. Hij nam onder andere deel aan de International Six Days Enduro in Nieuw-Zeeland, het Europees Kampioenschap en het Open Nederlands Kampioenschap enduro. Daarnaast maakte hij tevens nog deel uit van het Nederlandse team op de Trial des Nations, de belangrijkste trial competitie voor landen teams, in Frankrijk; Voor dit team is hij in totaal zeventien keer geselecteerd.
Door zijn opvallende prestaties in binnen- en buitenland, werd hij in 2007 en 2008 ook geselecteerd voor het Nederlandse Enduro Trophy team. En werd hij in 2008 vice-Europees kampioen met een tweede plaats in het Europees Kampioenschap enduro, in de klasse E2, met een winst op het evenement in Portugal.
Ondanks motorproblemen tijdens de race, reed hij in 2009 de prestigieuze Le Dakar rally uit; Hij eindigde op een veertigste plek. Buiten Le Dakar deed hij in 2009 ook nog mee aan enkele andere rally raids.
In 2010 werd hij vierde in zowel het Europees Kampioenschap als het Open Nederlands Kampioenschap enduro. Hieronder volgen nog enkele andere van zijn sindsdien behaalde resultaten.
- Hell’s Gate 2012, Italië, tiende plaats
- Enduro Xtreme 2012, Luxemburg, eerste plaats
- Erzberg Rodeo 2013, Oostenrijk, negende plaats. Omdat er maar veertien van de vijfhonderd finalisten de finish haalden binnen de limiet van vier uur en hij de eerste niet fabrieksrijder was die dit parcours wist te overwinnen, noemde Red Bull TV het uitzonderlijk dat een “Dutchman” hiervoor de skills had.
- Hell’s Gate 2013, Italië, tweeëntwintigste plaats
- Red Bull Romaniacs 2013, Roemenië, elfde plaats
- Open Nederlands Kampioenschap trial 2014, 2016, 2017 eerste plaats
- Open Nederlands Kampioenschap enduro 2015, eerste plaats